# Darie Magheru
Darie Magheru (n. 25 octombrie 1923, Lunca Câlnicului, Brașov – d. 25 octombrie 1983, Brașov) a fost un scriitor și actor român.
Copilăria și-a petrecut-o la Săcele, județul Brașov, unde a urmat școlile elementare, primare și mai târziu liceul. În 1941 - în plin război - s-a înscris la Academia Regală din București, studiind artele dramatice ca mai târziu să-și continue studiile la Institutul de Teatru Matei Millo din Iași. Printre profesorii lui se numără: Ion Manolescu și George Vraca.
După absolvirea studiilor este actor dramatic la teatrele din Ploiești - sub conducerea lui Toma Caragiu -, Arad, Botoșani și în cele din urmă la Brașov unde... "întotdeauna m-am simțit acasă".
Prin rolul lui "Ion" din "Năpasta" (dramă în două acte de Ion Luca Caragiale) își câștigă admirația și prietenia actorului și poetului Emil Botta iar mai târziu (1957 cu poemul dramatic "Eu, meșterul Manole") elogiul lui Gellu Naum.
La aproape 30 de ani (între 1950 și 1951) este arestat și deținut politic
În urma unui raport distrugător al mai tânarului om politic, scriitor și scenarist Petre Sălcudeanu, este - în 1960 - exclus din Uniunea Scriitorilor, filiala Brașov. Cu toate că mai târziu este repus în vechea lui poziție, această excludere îl urmărește întreaga viață.
Spirit extrem de polemic, el atrage nu numai atenția securității, ci și atenția - nu neapărat pozitivă - a colegilor brașoveni din jurul revistei "Astra", sub conducerea poetului transilvan Vasile Copilu-Cheatră. În felul acesta reușește să se marginalizeze, fapt care a culminat cu moartea sa (la 23 octombrie 1983) considerată - în mod speculativ - de unii ca fiind „dubioasă”.
Municipiul Săcele i-a dedicat numele unei străzi, unde funcționează și Casa Memorială „Darie Magheru”.

## Publicații
- Cu bardan porți de veac, 1941;
- Eu, meșterul Manole. Poem dramatic, ESPLA, București, 1957;
- Cărămida cu mâner, 1967 (roman foileton în: Astra, mai multe numere);
- Poeme, Editura pentru Literatură, București, 1968 (include ciclurile Balada cu-n tâlhar, Ceas de nisip, Cronică la poemul tragic, Eu, meșterul Manole, Pygmalion);
- Caprichos, Editura Albatros, București, 1970;
- Schițe iconografice, Cartea Românească, București, 1973;
- Guernica, Editura Albatros, București, 1974;
- Zeu orb cu flori, Cartea Românească, București, 1982;
- Exclusiv tauri: (Poem cinic), Editura Arania, Brașov, 1991;
- Nemuritorul în solitudine și durere, Editura Arania, Brașov, 1995 (roman);
- Pygmalion și alte poeme, Editura Arania, Brașov, 1996;
- Cărămida cu mâner, Editura Arania, Brașov, 2006.

## Reprezentare în antologii
- Streiflicht – Eine Auswahl zeitgenössischer rumänischer Lyrik, - "Lumina piezișă", antologie bilingvă Română-Germană, ed. Dionysos, Germania 1994, ISBN 3980387119; în traducerea și editarea poetului Christian W. Schenk.
- Poezie Execuție este inclusă în Testament - Anthology of Romanian Verse (American Edition) - autor Daniel Ioniță (editor și traducător), asistat de Eva Foster, Profesor-Doctor Daniel Reynaud și Rochelle Bews